# Mont Recheshnoi
El Mont Recheshnoi (en anglès Mount Recheshnoi, també escrit Recheschnoi) és un estratovolcà molt erosionat que es troba prop del centre del lòbul SO de l'illa Umnak, a les Illes Aleutianes d'Alaska.
El vessant nord-est del Recheshnoi té una de les zones termals més calentes i extenses d'Alaska. La zona geotèrmica de Geyser Bight consta de sis zones d'aigües termals, dues amb fumaroles a la part superior de Geyser Creek i acull l'únic geyser conegut de l'estat. Altres àrees termals es troben a Hot Spings Cove i Partov Cove, a l'istme entre el Recheshnoi i el Mont Okmok.

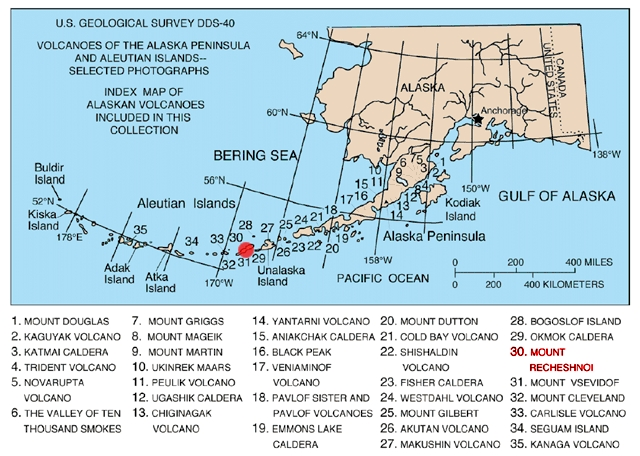
Mapa amb els volcans d'Alaska. El punt vermell indica la situació del Mont Recheshnoi.